# Solenia
Solenia est un jeu de société créé par Sébastien Dujardin, illustré par Vincent Dutrait et édité chez Pearl games en 2018. En 2019, le jeu a été en lice pour l'As d'or Jeu de l'année mais il ne l'a finalement pas gagné.
Lorsqu'il était au stade de prototype, le jeu était nommé Sun Moon.

## Description
Dans ce jeu, les joueurs sont sur la planète Solénia et se déplacent jour et nuit au moyen d'un vaisseau. Ils doivent récupérer diverses ressources différentes en fonction du jour et les livrer la nuit et inversement afin de gagner un maximum d'étoiles en or.